# Statistiche e record di Gabriela Sabatini
| Finali in carriera |                                        |       |       |     |        |
| Specialità         | Categoria                              | Vinte | Perse | Tot | V %    |
| Singolare          | Grande Slam                            | 1     | 2     | 3   | 33.33% |
| Singolare          | Olimpiadi estive                       | 0     | 1     | 0   | 0%     |
| Singolare          | WTA Finals                             | 2     | 2     | 4   | 50%    |
| Singolare          | Tier I                                 | 6     | 5     | 11  | 54.55% |
| Singolare          | Tier II, Tier III, Tier IV, Tier V, VS | 18    | 23    | 41  | 43.9%  |
| Singolare          | Totale                                 | 27    | 28    | 55  | 49.09% |
| Doppio             | Grande Slam                            | 1     | 3     | 4   | 25%    |
| Doppio             | Olimpiadi estive                       | –     | –     | –   | –      |
| Doppio             | Torneo di fine anno                    | –     | –     | –   | –      |
| Doppio             | Tier I                                 | 3     | 3     | 6   | 50%    |
| Doppio             | Tier II, Tier III, Tier IV, Tier V, VS | 10    | 10    | 20  | 50%    |
| Doppio             | Totale                                 | 14    | 16    | 30  | 46.67% |

In questa pagina sono riportare le statistiche realizzate da Gabriela Sabatini durante la sua carriera tennistica.

## Titoli WTA

### Singolare

#### Vittorie (27)
| Legenda               |
| Grande Slam (1)       |
| WTA Championships (2) |
| Tier I (6)            |
| Tier II (10)          |
| Tier III (2)          |
| Tier IV & V (1)       |
| VS (5)                |

| Titoli per superficie |
| Cemento (9)           |
| Terra (11)            |
| Erba (0)              |
| Sintetico (7)         |

| No. | Data              | Torneo                                                   | Superficie       | Avversaria in finale    | Punteggio        |
| 1.  | 20 ottobre 1985   | Japan Open Tennis Championships, Tokyo                   | Cemento          | Linda Gates             | 6–3, 6–4         |
| 2.  | 7 dicembre 1986   | WTA Argentine Open, Buenos Aires (1)                     | Terra rossa      | Arantxa Sánchez Vicario | 6–1, 6–1         |
| 3.  | 20 settembre 1987 | Toray Pan Pacific Open, Tokyo (1)                        | Sintetico indoor | Manuela Maleeva         | 6–4, 7–6(6)      |
| 4.  | 25 ottobre 1987   | Volvo Classic, Brighton                                  | Sintetico indoor | Pam Shriver             | 7–5, 6–4         |
| 5.  | 6 dicembre 1987   | WTA Argentine Open, Buenos Aires (2)                     | Terra rossa      | Isabel Cueto            | 6–0, 6–2         |
| 6.  | 13 marzo 1988     | Virginia Slims of Florida, Boca Raton (1)                | Cemento          | Steffi Graf             | 2–6, 6–3, 6–1    |
| 7.  | 8 maggio 1988     | Internazionali d'Italia, Roma (1)                        | Terra rossa      | Helen Kelesi            | 6–1, 6(4)–7, 6–1 |
| 8.  | 21 agosto 1988    | Rogers Cup, Montréal                                     | Cemento          | Nataša Zvereva          | 6–1, 6–2         |
| 9.  | 20 novembre 1988  | Virginia Slims Championship, New York (1)                | Sintetico indoor | Pam Shriver             | 7–5, 6–3, 6–2    |
| 10. | 2 aprile 1989     | Lipton International Players Championships, Key Biscayne | Cemento          | Chris Evert             | 6–1, 4–6, 6–2    |
| 11. | 16 aprile 1989    | Bausch & Lomb Championships, Amelia Island (1)           | Terra verde      | Steffi Graf             | 3–6, 6–3, 7–5    |
| 12. | 14 maggio 1989    | Internazionali d'Italia, Roma (2)                        | Terra rossa      | Arantxa Sanchez-Vicario | 6–2, 5–7, 6–4    |
| 13. | 15 ottobre 1989   | Porsche Grand Prix, Filderstadt                          | Sintetico indoor | Mary Joe Fernández      | 7–6(5), 6–4      |
| 14. | 11 marzo 1990     | Virginia Slims of Florida, Boca Raton (2)                | Cemento          | Jennifer Capriati       | 6–4, 7–5         |
| 15. | 9 settembre 1990  | US Open, New York                                        | Cemento          | Steffi Graf             | 6–2, 7–6(4)      |
| 16. | 3 febbraio 1991   | Pan Pacific Open, Tokyo (2)                              | Sintetico indoor | Martina Navrátilová     | 2–6, 6–2, 6–4    |
| 17. | 10 marzo 1991     | Virginia Slims of Florida, Boca Raton (3)                | Cemento          | Steffi Graf             | 6–4, 7–6(6)      |
| 18. | 7 aprile 1991     | Family Circle Magazine Cup, Hilton Head (1)              | Terra verde      | Leila Meskhi            | 6–1, 6–1         |
| 19. | 14 aprile 1991    | Bausch & Lomb Championships, Amelia Island (2)           | Terra verde      | Steffi Graf             | 7–5, 7–6(3)      |
| 20. | 12 maggio 1991    | Internazionali d'Italia, Roma (3)                        | Terra rossa      | Monica Seles            | 6–3, 6–2         |
| 21. | 12 gennaio 1992   | Medibank International, Sydney (1)                       | Cemento          | Arantxa Sanchez-Vicario | 6–1, 6–1         |
| 22. | 2 febbraio 1992   | Toray Pan Pacific Open, Tokyo (3)                        | Sintetico indoor | Martina Navrátilová     | 6–2, 4–6, 6–2    |
| 23. | 5 aprile 1992     | Family Circle Magazine Cup, Hilton Head (2)              | Terra verde      | Conchita Martínez       | 6–1, 6–4         |
| 24. | 12 aprile 1992    | Bausch & Lomb Championships, Amelia Island (3)           | Terra verde      | Steffi Graf             | 6–2, 1–6, 6–3    |
| 25. | 10 maggio 1992    | Internazionali d'Italia, Roma (4)                        | Terra rossa      | Monica Seles            | 7–5, 6–4         |
| 26. | 14 novembre 1994  | Virginia Slims Championship, New York (2)                | Sintetico indoor | Lindsay Davenport       | 6–3, 6–2, 6–4    |
| 27. | 15 gennaio 1995   | Sydney International, Sydney (2)                         | Cemento          | Lindsay Davenport       | 6–3, 6–4         |

#### Sconfitte (28)
| Legenda               |
| Grande Slam (2)       |
| WTA Championships (2) |
| Ori olimpici (1)      |
| Tier I (5)            |
| Tier II (12)          |
| Tier III (1)          |
| Tier IV & V (1)       |
| VS (4)                |

| Finali per superficie |
| Cemento (8)           |
| Terra (13)            |
| Erba (1)              |
| Sintetico (6)         |

| No. | Data              | Torneo                                                | Superficie       | Avversaria in finale    | Punteggio               |
| 1.  | 8 aprile 1985     | Family Circle Cup, Charleston                         | Terra verde      | Chris Evert             | 4–6, 2–6                |
| 2.  | 4 novembre 1985   | Eckerd Tennis Open, Tampa                             | Cemento          | Stephanie Rehe          | 4–6, 7–6(4), 5–7        |
| 3.  | 28 aprile 1986    | US Clay Court Championships, Indianapolis             | Terra rossa      | Steffi Graf             | 6–2, 6(5)–7, 4–6        |
| 4.  | 4 maggio 1987     | Internazionali d'Italia, Roma                         | Terra rossa      | Steffi Graf             | 5–7, 6–4, 0–6           |
| 5.  | 16 novembre 1987  | Virginia Slims Championships, New York                | Sintetico indoor | Steffi Graf             | 6–4, 4–6, 0–6, 4–6      |
| 6.  | 4 aprile 1988     | Family Circus Cup, Charleston (2)                     | Terra verde      | Martina Navrátilová     | 1–6, 6–4, 4–6           |
| 7.  | 11 aprile 1988    | Bausch & Lomb Championships, Ponte Vedra Beach        | Terra verde      | Martina Navratilova     | 0–6, 2–6                |
| 8.  | 8 agosto 1988     | East West Bank Classic, Los Angeles                   | Cemento          | Chris Evert             | 6–2, 1–6, 1–6           |
| 9.  | 29 agosto 1988    | US Open, New York                                     | Cemento          | Steffi Graf             | 3–6, 6–3, 1–6           |
| 10. | 19 settembre 1988 | Giochi della XXIV Olimpiade, Seul                     | Cemento          | Steffi Graf             | 3–6, 3–6                |
| 11. | 17 aprile 1989    | Eckerd Tennis Open, Tampa (2)                         | Terra rossa      | Conchita Martínez       | 3–6, 2–6                |
| 12. | 15 maggio 1989    | WTA German Open, Berlino                              | Terra rossa      | Steffi Graf             | 3–6, 1–6                |
| 13. | 7 agosto 1989     | East West Bank Classic, Los Angeles (2)               | Cemento          | Martina Navratilova     | 0–6, 2–6                |
| 14. | 8 ottobre 1990    | Open di Zurigo, Zurigo                                | Sintetico indoor | Steffi Graf             | 3–6, 2–6                |
| 15. | 5 novembre 1990   | Virginia Slims of New England, Worcester              | Sintetico indoor | Steffi Graf             | 6(5)–7, 3–6             |
| 16. | 12 novembre 1990  | Virginia Slims Championships, New York                | Sintetico indoor | Monica Seles            | 4–6, 7–5, 6–3, 4–6, 2–6 |
| 17. | 15 marzo 1991     | Lipton International Players Championships, Miami     | Cemento          | Monica Seles            | 3–6, 5–7                |
| 18. | 24 giugno 1991    | Torneo di Wimbledon, Londra                           | Erba             | Steffi Graf             | 4–6, 6–3, 6–8           |
| 19. | 16 marzo 1992     | Lipton International Players Championships, Miami (2) | Cemento          | Arantxa Sánchez Vicario | 1–6, 4–6                |
| 20. | 21 settembre 1992 | Nichirei International Championships, Tokyo           | Cemento          | Monica Seles            | 2–6, 0–6                |
| 21. | 12 ottobre 1992   | Porsche Tennis Grand Prix, Filderstadt                | Sintetico indoor | Martina Navratilova     | 6(1)–7, 3–6             |
| 22. | 5 aprile 1992     | Bausch & Lomb Championships, Ponte Vedra Beach (2)    | Terra verde      | Arantxa Sánchez Vicario | 2–6, 7–5, 2–6           |
| 23. | 3 maggio 1993     | Internazionali d'Italia, Roma (2)                     | Terra rossa      | Conchita Martínez       | 5–7, 1–6                |
| 24. | 10 maggio 1993    | WTA German Open, Berlino (2)                          | Terra rossa      | Steffi Graf             | 6(3)–7, 6–2, 4–6        |
| 25. | 4 aprile 1994     | Bausch & Lomb Championships, Ponte Vedra Beach (3)    | Terra verde      | Arantxa Sánchez Vicario | 1–6, 4–6                |
| 26. | 16 maggio 1994    | Internationaux de Strasbourg, Strasburgo              | Terra rossa      | Mary Joe Fernández      | 6–2, 4–6, 0–6           |
| 27. | 3 aprile 1995     | Bausch & Lomb Championships, Ponte Vedra Beach (4)    | Terra verde      | Conchita Martinez       | 1–6, 4–6                |
| 28. | 9 ottobre 1995    | Porsche Tennis Grand Prix, Filderstadt (2)            | Sintetico indoor | Iva Majoli              | 4–6, 6(4)–7             |

### Doppio

#### Vittorie (14)
| Legenda               |
| Grande Slam (1)       |
| WTA Championships (0) |
| Tier I (3)            |
| Tier II (1)           |
| Tier III (0)          |
| Tier IV (0)           |
| Tier V (1)            |
| VS (8)                |

| Titoli per superficie |
| Cemento (6)           |
| Terra (5)             |
| Erba (1)              |
| Sintetico (2)         |

| No. | Data            | Torneo                                                   | Superficie       | Compagna            | Avversarie in finale                    | Punteggio        |
| 1.  | 18 marzo 1985   | Brasil Open, San Paolo                                   | Sintetico indoor | Mercedes Paz        | Csilla Bartos Neige Dias                | 7–5, 6–4         |
| 2.  | 19 agosto 1985  | Virginia Slims of Central New York, New York             | Cemento          | Mercedes Paz        | Andrea Kolikova Kateřina Skronská       | 5–7, 6–4, 6–3    |
| 3.  | 4 novembre 1985 | Eckerd Tennis Open, Tampa                                | Cemento          | Carling Bassett     | Lisa Bonder Laura Gildemeister          | 6–0, 6–0         |
| 4.  | 28 aprile 1986  | US Clay Court Championships, Indianapolis                | Terra rossa      | Steffi Graf         | Gigi Fernández Robin White              | 6–2, 6–0         |
| 5.  | 4 agosto 1986   | Canada Open, Montreal                                    | Cemento          | Zina Garrison       | Pam Shriver Helena Suková               | 7–6(2), 5–7, 6–4 |
| 6.  | 6 ottobre 1986  | Open di Zurigo, Zurigo                                   | Sintetico indoor | Steffi Graf         | Katerina Maleeva Manuela Maleeva        | 6–3, 6–1         |
| 7.  | 13 aprile 1987  | Bausch & Lomb Championships, Ponte Vedra Beach           | Terra verde      | Steffi Graf         | Hana Mandlíková Wendy Turnbull          | 3–6, 6–3, 7–5    |
| 8.  | 4 maggio 1987   | Internazionali d'Italia, Roma                            | Terra rossa      | Martina Navrátilová | Helena Sukova Claudia Kohde Kilsch      | 3–6, 6–3, 7–5    |
| 9.  | 4 maggio 1987   | WTA Argentine Open, Buenos Aires                         | Terra rossa      | Mercedes Paz        | Jill Hetherington Christiane Jolissaint | 6–2, 6–2         |
| 10. | 14 marzo 1988   | Lipton International Players Championships, Key Biscayne | Cemento          | Steffi Graf         | Zina Garrison Gigi Fernandez            | 7–6(3), 6–3      |
| 11. | 20 giugno 1988  | Torneo di Wimbledon, Londra                              | Erba             | Steffi Graf         | Larisa Savchenko Natasha Zvereva        | 6–3, 1–6, 12–10  |
| 12. | 30 luglio 1990  | Canada Open, Montreal (2)                                | Cemento          | Betsy Nagelsen      | Helen Kelesi Raffaella Reggi            | 3–6, 6–2, 6–2    |
| 13. | 6 febbraio 1995 | Ameritech Cup, Chicago                                   | Sintetico indoor | Brenda Schultz      | Marianne Werdel Tami Whitlinger         | 5–7, 7–6(4), 6–4 |
| 14. | 14 agosto 1995  | Canada Open, Toronto (3)                                 | Cemento          | Brenda Schultz      | Martina Hingis Iva Majoli               | 4–6, 6–0, 6–3    |

#### Sconfitte (16)
| Legenda               |
| Grande Slam (3)       |
| WTA Championships (0) |
| Tier I (3)            |
| Tier II (5)           |
| Tier III (0)          |
| Tier IV (0)           |
| Tier V (0)            |
| VS (5)                |

| Finali per superficie |
| Cemento (6)           |
| Terra (5)             |
| Erba (1)              |
| Sintetico (2)         |

| No. | Data             | Torneo                                         | Superficie       | Compagna             | Avversarie in finale                 | Punteggio           |
| 1.  | 25 marzo 1985    | Palm Beach Cup, Palm Beach Gardens             | Terra rossa      | Laura Gildemeister   | Joanne Russell Anne Smith            | 1–6, 6–1, 7–6(4)    |
| 2.  | 14 aprile 1986   | Bausch & Lomb Championships, Ponte Vedra Beach | Terra verde      | Catherine Tanvier    | Claudia Kohde Kilsch Helena Suková   | 2–6, 7–5, 6(9)–7    |
| 3.  | 26 maggio 1986   | Open di Francia, Parigi                        | Terra rossa      | Steffi Graf          | Martina Navrátilová Andrea Temesvári | 1–6, 2–6            |
| 4.  | 13 ottobre 1986  | Porsche Tennis Grand Prix, Filderstadt         | Sintetico indoor | Zina Garrison        | Martina Navratilova Pam Shriver      | 6(5)–7, 4–6         |
| 5.  | 10 novembre 1986 | Virginia Slims Championships, Chicago          | Sintetico indoor | Steffi Graf          | Claudia Kohde Kilsch Helena Suková   | 7–6(5), 6(5)–7, 3–6 |
| 6.  | 9 febbraio 1987  | Virginia Slims of California, San Francisco    | Sintetico indoor | Zina Garrison        | Hana Mandlikova Wendy Turnbull       | 4–6, 6(5)–7         |
| 7.  | 25 maggio 1987   | Open di Francia, Parigi (2)                    | Terra rossa      | Steffi Graf          | Martina Navratilova Pam Shriver      | 2–6, 1–6            |
| 8.  | 22 febbraio 1988 | Virginia Slims of Washington, Fairfax          | Cemento          | Helena Sukova        | Martina Navratilova Pam Shriver      | 3–6, 4–6            |
| 9.  | 4 aprile 1988    | Family Circle Cup, Hilton Head                 | Terra verde      | Claudia Kohde Kilsch | Martina Navratilova Lori McNeil      | 2–6, 6–2, 3–6       |
| 10. | 31 ottobre 1988  | Virginia Slims of New England, Worcester       | Sintetico indoor | Helena Sukova        | Martina Navratilova Pam Shriver      | 3–6, 6–3, 5–7       |
| 11. | 29 maggio 1989   | Open di Francia, Parigi (3)                    | Terra rossa      | Steffi Graf          | Larisa Savchenko Natasha Zvereva     | 4–6, 4–6            |
| 12. | 13 agosto 1990   | East West Bank Classic, Manhattan              | Cemento          | Mercedes Paz         | Gigi Fernández Jana Novotná          | 3–6, 6–4, 4–6       |
| 13. | 2 maggio 1994    | Internazionali d'Italia, Roma                  | Terra rossa      | Brenda Schultz       | Gigi Fernandez Natasha Zvereva       | 1–6, 3–6            |
| 14. | 7 novembre 1994  | Advanta Championships Philadelphia, Filadelfia | Sintetico indoor | Brenda Schultz       | Gigi Fernandez Natasha Zvereva       | 6–4, 4–6, 2–6       |
| 15. | 15 maggio 1995   | WTA German Open, Berlino                       | Terra rossa      | Larisa Neiland       | Amanda Coetzer Inés Gorrochategui    | 6–4, 6(2)–7, 2–6    |
| 16. | 7 agosto 1995    | East West Bank Classic, Manhattan (2)          | Cemento          | Larisa Neiland       | Gigi Fernandez Natasha Zvereva       | 5–7, 7–6(2), 5–7    |

## Risultati nei tornei del Grande Slam

### Singolare
| Tornei               | 1984 | 1985  | 1986  | 1987  | 1988  | 1989  | 1990  | 1991  | 1992  | 1993  | 1994  | 1995  | 1996  | Titoli    | V–S       |
| Australian Open      | A    | A     | NH    | A     | A     | SF    | 3T    | QF    | SF    | SF    | SF    | 1T    | 4T    | 0 / 8     | 27–8      |
| Roland Garros        | A    | SF    | 4T    | SF    | SF    | 4T    | 4T    | SF    | SF    | QF    | 1T    | QF    | A     | 0 / 11    | 42–11     |
| Wimbledon            | A    | 3T    | SF    | QF    | 4T    | 2T    | SF    | F     | SF    | QF    | 4T    | QF    | A     | 0 / 11    | 38–11     |
| US Open              | 3T   | 1T    | 4T    | QF    | F     | SF    | V     | QF    | QF    | QF    | SF    | SF    | 3T    | 1 / 13    | 45–12     |
| Carriera             |      |       |       |       |       |       |       |       |       |       |       |       |       |           |           |
| Titoli–Finali        | 0–0  | 1–3   | 1–2   | 3–5   | 4–9   | 4–7   | 2–5   | 5–7   | 5–9   | 0–2   | 1–3   | 1–3   | 0–0   | 27 / 55   | 27 / 55   |
| V–S                  | 9–7  | 49–14 | 52–22 | 64–17 | 66–13 | 57–12 | 49–14 | 62–11 | 64–13 | 51–18 | 42–17 | 42–17 | 14–10 | 632–189   | 632–189   |
| V–S %                | 56%  | 78%   | 70%   | 79%   | 84%   | 83%   | 78%   | 85%   | 83%   | 74%   | 71%   | 71%   | 58%   | 76,98%    | 76,98%    |
| Ranking di fine anno | 74   | 12    | 9     | 6     | 4     | 3     | 5     | 3     | 3     | 5     | 7     | 7     | N/A   | 8785850 $ | 8785850 $ |

### Doppio
| Tornei               | 1984 | 1985  | 1986  | 1987 | 1988 | 1989 | 1990 | 1991 | 1992 | 1993 | 1994  | 1995  | 1996  | Titoli  | V–S     |
| Australian Open      | A    | A     | NH    | A    | A    | SF   | 2T   | 3T   | A    | A    | A     | 2T    | QF    | 0 / 5   | 11–5    |
| Roland Garros        | A    | 1T    | F     | F    | SF   | F    | A    | SF   | A    | A    | 3T    | 3T    | A     | 0 / 8   | 27–8    |
| Wimbledon            | A    | 2T    | A     | 3T   | V    | QF   | QF   | A    | A    | A    | 1T    | SF    | A     | 1 / 7   | 20–6    |
| US Open              | A    | 1T    | SF    | SF   | SF   | SF   | 3T   | A    | A    | A    | SF    | 2T    | SF    | 0 / 9   | 33–9    |
| Carriera             |      |       |       |      |      |      |      |      |      |      |       |       |       |         |         |
| Titoli–Finali        | 0–0  | 3–4   | 3–7   | 3–5  | 2–5  | 0–1  | 1–2  | 0–0  | 0–0  | 0–0  | 0–2   | 2–4   | 0–0   | 14 / 30 | 14 / 30 |
| V–S                  | 6–6  | 22–15 | 47–14 | 33–8 | 30–7 | 20–6 | 15–5 | 11–4 | 1–1  | 2–1  | 22–11 | 28–13 | 18–10 | 252–96  | 252–96  |
| V–S %                | 50%  | 60%   | 77%   | 80%  | 81%  | 80%  | 75%  | 73%  | 50%  | 67%  | 67%   | 68%   | 64%   | 72,41%  | 72,41%  |
| Ranking di fine anno | 128  | 54    | 9     | 5    | 3    | 19   | 29   | 55   | N/A  | N/A  | 14    | 13    | N/A   |         |         |

## Teste di serie nei Grandi Slam
In corsivo sono indicati gli Slam nei quali è stata finalista, mentre in grassetto quelli che ha vinto. 
| Anno | Australian Open | Open di Francia | Wimbledon | US Open |
| ---- | --------------- | --------------- | --------- | ------- |
| 1984 | Assente         | Assente         | Assente   | –       |
| 1985 | Assente         | Assente         | 15a       | 14a     |
| 1986 | Assente         | 9a              | 10a       | 11a     |
| 1987 | Assente         | 7a              | 6a        | 8a      |
| 1988 | Assente         | 5a              | 5a        | 4a      |
| 1989 | 4a              | 3a              | 3a        | 3a      |
| 1990 | 3a              | 5a              | 4a        | 5a      |
| 1991 | 5a              | 3a              | 3a        | 3a      |
| 1992 | 3a              | 4a              | 3a        | 4a      |
| 1993 | 3a              | 5a              | 5a        | 6a      |
| 1994 | 6a              | 8a              | 10a       | 10a     |
| 1995 | 6a              | 8a              | 8a        | 8a      |
| 1996 | 7a              | Assente         | Assente   | 15a     |

## Record di vittorie consecutive

### 1989: 16
| #  | Evento                                            | Data inizio | Superficie  | Turno | Avversaria              | Ranking | Punteggio        |
| -- | ------------------------------------------------- | ----------- | ----------- | ----- | ----------------------- | ------- | ---------------- |
| -  | Torneo di Wimbledon, Londra                       | 14 gennaio  | Erba        | 4T    | Zina Garrison           | 13      | 1–6, 6–3, 1–6    |
| 1  | Lipton International Players Championships, Miami | 27 marzo    | Cemento     | 1T    | Elly Hakami             | 76      | 6–0, 6–3         |
| 2  | Lipton International Players Championships, Miami | 27 marzo    | Cemento     | 2T    | Catharine Suire         | 145     | 6–0, 6–0         |
| 3  | Lipton International Players Championships, Miami | 27 marzo    | Cemento     | 3T    | Belinda Cordwell        | 37      | 6–2, 6–1         |
| 4  | Lipton International Players Championships, Miami | 27 marzo    | Cemento     | 4T    | Ann Grossman            | 53      | 6–4, 7–6         |
| 5  | Lipton International Players Championships, Miami | 27 marzo    | Cemento     | QF    | Isabelle Demongeot      | 42      | 6–1, 7–5         |
| 6  | Lipton International Players Championships, Miami | 27 marzo    | Cemento     | SF    | Helena Suková           | 5       | 6(2)–7, 6–3, 6–4 |
| 7  | Lipton International Players Championships, Miami | 27 marzo    | Cemento     | F     | Chris Evert             | 4       | 6–1, 4–6, 6–2    |
| 8  | Bausch & Lomb Championships, Ponte Vedra Beach    | 10 aprile   | Terra verde | 2T    | Mercedes Paz            | 47      | 6–3, 4–6, 6–2    |
| 9  | Bausch & Lomb Championships, Ponte Vedra Beach    | 10 aprile   | Terra verde | 3T    | Jana Pospíšilová        | 52      | 6–3, 6–3         |
| 10 | Bausch & Lomb Championships, Ponte Vedra Beach    | 10 aprile   | Terra verde | QF    | Angeliki Kanellopoulou  | 72      | 4–6, 6–3, 6–3    |
| 11 | Bausch & Lomb Championships, Ponte Vedra Beach    | 10 aprile   | Terra verde | SF    | Martina Navrátilová     | 2       | 6–3, 6–2         |
| 12 | Bausch & Lomb Championships, Ponte Vedra Beach    | 10 aprile   | Terra verde | F     | Steffi Graf             | 1       | 3–6, 6–3, 7–5    |
| 13 | Eckerd Tennis Open, Tampa                         | 17 aprile   | Terra rossa | 1T    | Bettina Fulco           | 30      | 7–5, 6–2         |
| 14 | Eckerd Tennis Open, Tampa                         | 17 aprile   | Terra rossa | 2T    | Isabel Cueto            | 32      | 6–1, 6–1         |
| 15 | Eckerd Tennis Open, Tampa                         | 17 aprile   | Terra rossa | QF    | Linda Ferrando          | 62      | 6–2, 6–3         |
| 16 | Eckerd Tennis Open, Tampa                         | 17 aprile   | Terra rossa | SF    | Arantxa Sánchez Vicario | 18      | 6–4, 6–4         |
| -  | Eckerd Tennis Open, Tampa                         | 17 aprile   | Terra rossa | F     | Conchita Martínez       | 25      | 3–6, 2–6         |

### 1991: 16
| #  | Evento                                            | Data inizio | Superficie  | Turno | Avversaria              | Ranking | Punteggio           |
| -- | ------------------------------------------------- | ----------- | ----------- | ----- | ----------------------- | ------- | ------------------- |
| -  | Australian Open, Melbourne                        | 14 gennaio  | Cemento     | QF    | Arantxa Sánchez Vicario | 6       | 1–6, 3–6            |
| 1  | Toray Pan Pacific Open, Tokyo                     | 28 gennaio  | Cemento     | 1T    | Rachel McQuillan        | 45      | 6(5)–7, 7–6(3), 6–3 |
| 2  | Toray Pan Pacific Open, Tokyo                     | 28 gennaio  | Cemento     | 2T    | Peanut Louie            | 74      | 6–4, 6–1            |
| 3  | Toray Pan Pacific Open, Tokyo                     | 28 gennaio  | Cemento     | QF    | Steffi Graf             | 1       | 4–6, 6–4, 7–6(6)    |
| 4  | Toray Pan Pacific Open, Tokyo                     | 28 gennaio  | Cemento     | SF    | Mary Joe Fernández      | 5       | 6–3, 6–4            |
| 5  | Toray Pan Pacific Open, Tokyo                     | 28 gennaio  | Cemento     | F     | Martina Navrátilová     | 3       | 2–6, 6–2, 6–4       |
| 6  | Virginia Slims of Florida, Key Biscayne           | 4 marzo     | Cemento     | 2T    | Erika de Lone           | 137     | 6–2, 6–2            |
| 7  | Virginia Slims of Florida, Key Biscayne           | 4 marzo     | Cemento     | 3T    | Marianne Werdel         | 42      | 6–3, 6–0            |
| 8  | Virginia Slims of Florida, Key Biscayne           | 4 marzo     | Cemento     | QF    | Regina Kordova          | 37      | 6–2, 6–2            |
| 9  | Virginia Slims of Florida, Key Biscayne           | 4 marzo     | Cemento     | SF    | Jennifer Capriati       | 11      | 7–5, 6–2            |
| 10 | Virginia Slims of Florida, Key Biscayne           | 4 marzo     | Cemento     | F     | Steffi Graf             | 1       | 6–4, 7–6(6)         |
| 11 | Lipton International Players Championships, Miami | 18 marzo    | Cemento     | 2T    | Ann Henricksson         | 119     | 6–1, 6–1            |
| 12 | Lipton International Players Championships, Miami | 18 marzo    | Cemento     | 3T    | Chanda Rubin (WC)       | 263     | 6–1, 6–3            |
| 13 | Lipton International Players Championships, Miami | 18 marzo    | Cemento     | 4T    | Nathalie Tauziat        | 14      | 6–3, 6–1            |
| 14 | Lipton International Players Championships, Miami | 18 marzo    | Cemento     | QF    | Zina Garrison           | 9       | 6–3, 6–2            |
| 15 | Lipton International Players Championships, Miami | 18 marzo    | Cemento     | SF    | Steffi Graf             | 2       | 0–6, 7–6(6), 6–1    |
| -  | Lipton International Players Championships, Miami | 18 marzo    | Cemento     | F     | Monica Seles            | 1       | 3–6, 5–7            |
| 1  | Family Circle Cup, Charleston                     | 1º aprile   | Terra verde | 2T    | Linda Wild              | 94      | 6–0, 6–0            |
| 2  | Family Circle Cup, Charleston                     | 1º aprile   | Terra verde | 3T    | Helen Kelesi            | 19      | 6–3, 6–2            |
| 3  | Family Circle Cup, Charleston                     | 1º aprile   | Terra verde | QF    | Helena Suková           | 13      | 6–0, 6–1            |
| 4  | Family Circle Cup, Charleston                     | 1º aprile   | Terra verde | SF    | Arantxa Sánchez Vicario | 7       | 4–6, 6–4, 6–3       |
| 5  | Family Circle Cup, Charleston                     | 1º aprile   | Terra verde | F     | Leila Meskhi            | 17      | 6–1, 6–1            |
| 6  | Bausch & Lomb Championships, Ponte Vedra Beach    | 8 aprile    | Terra rossa | 2T    | Federica Bonsignori     | 40      | 6–1, 6–0            |
| 7  | Bausch & Lomb Championships, Ponte Vedra Beach    | 8 aprile    | Terra rossa | 3T    | Luanne Spadea           | 243     | 6–0, 6–1            |
| 8  | Bausch & Lomb Championships, Ponte Vedra Beach    | 8 aprile    | Terra rossa | QF    | Helena Suková           | 13      | 6–2, 6–1            |
| 9  | Bausch & Lomb Championships, Ponte Vedra Beach    | 8 aprile    | Terra rossa | SF    | Arantxa Sánchez Vicario | 5       | 6–2, 2–6, 6–4       |
| 10 | Bausch & Lomb Championships, Ponte Vedra Beach    | 8 aprile    | Terra rossa | F     | Steffi Graf             | 2       | 7–5, 7–6(3)         |
| 11 | Internazionali d'Italia, Roma                     | 6 maggio    | Terra rossa | 2T    | Amanda Coetzer          | 103     | 6–2, 6–2            |
| 12 | Internazionali d'Italia, Roma                     | 6 maggio    | Terra rossa | 3T    | Nathalie Tauziat        | 15      | 6–0, 6–1            |
| 13 | Internazionali d'Italia, Roma                     | 6 maggio    | Terra rossa | QF    | Jennifer Capriati       | 12      | 6–0, 6–2            |
| 14 | Internazionali d'Italia, Roma                     | 6 maggio    | Terra rossa | SF    | Conchita Martínez       | 8       | 6–1, 6–0            |
| 15 | Internazionali d'Italia, Roma                     | 6 maggio    | Terra rossa | F     | Monica Seles            | 1       | 6–3, 6–2            |
| 16 | WTA German Open, Berlino                          | 13 maggio   | Terra rossa | 2T    | Naoko Sawamatsu         | 57      | 6–1, 6–0            |
| -  | WTA German Open, Berlino                          | 13 maggio   | Terra rossa | 3T    | Anke Huber              | 22      | 5–7, 3–6            |

## Vittorie su giocatrici della top 10
| Stagione | 1984 | 1985 | 1986 | 1987 | 1988 | 1989 | 1990 | 1991 | 1992 | 1993 | 1994 | 1995 | 1996 | Totale |
| Vittorie | 0    | 7    | 1    | 9    | 11   | 8    | 5    | 15   | 15   | 4    | 4    | 4    | 0    | 83     |

| N.   | Giocatrice              | Rank. | Torneo                                            | Superficie       | Turno | Punteggio            |
| ---- | ----------------------- | ----- | ------------------------------------------------- | ---------------- | ----- | -------------------- |
| 1985 |                         |       |                                                   |                  |       |                      |
| 1.   | Zina Garrison           | 9     | Family Circle Cup, Hilton Head Island             | Terra verde      | 3R    | 6–4, 6–0             |
| 2.   | Pam Shriver             | 8     | Family Circle Cup, Hilton Head Island             | Terra verde      | QF    | 7–5, 5–7, 6–4        |
| 3.   | Manuela Maleeva         | 5     | Family Circle Cup, Hilton Head Island             | Terra verde      | SF    | 6–1, 7–6(9)          |
| 4.   | Manuela Maleeva         | 4     | Open di Francia, Parigi                           | Terra rossa      | QF    | 6–3, 1–6, 7–5        |
| 5.   | Zina Garrison           | 7     | US Clay Court Championships, Indianapolis         | Terra rossa      | 3R    | 6–4, 6–0             |
| 6.   | Pam Shriver             | 3     | WTA New Jersey, Rye                               | Cemento          | SF    | 7–5, 6–4             |
| 7.   | Zina Garrison           | 6     | Fed Cup, Nagoya                                   | Sintetico indoor | 3R    | 5–7, 6–1, 6–1        |
| 1986 |                         |       |                                                   |                  |       |                      |
| 8.   | Manuela Maleeva         | 10    | US Clay Court Championships, Indianapolis         | Terra rossa      | SF    | 6–4, 6–4             |
| 1987 |                         |       |                                                   |                  |       |                      |
| 9.   | Claudia Kohde Kilsch    | 8     | US Clay Court Championships, Indianapolis         | Terra rossa      | QF    | 7–6(5), 6–4          |
| 10.  | Martina Navrátilová     | 1     | Internazionali d'Italia, Roma                     | Terra rossa      | SF    | 7–6(2), 6–1          |
| 11.  | Hana Mandlíková         | 4     | East West Bank Classic, Los Angeles               | Cemento          | QF    | 7–6(3), 2–6, 7–5     |
| 12.  | Manuela Maleeva         | 10    | Toray Pan Pacific Open, Tokyo                     | Sintetico indoor | F     | 6–4, 7–6(6)          |
| 13.  | Helena Suková           | 7     | Porsche Tennis Grand Prix, Filderstadt            | Terra rossa      | QF    | 6(10)–7, 7–6(5), 6–3 |
| 14.  | Helena Sukova           | 7     | Brighton International, Brighton                  | Sintetico indoor | SF    | 6–1, 6–3             |
| 15.  | Pam Shriver             | 5     | Brighton International, Brighton                  | Sintetico indoor | F     | 7–5, 6–4             |
| 16.  | Martina Navratilova     | 2     | Virginia Slims Championships, New York            | Sintetico indoor | QF    | 6–4, 7–5             |
| 17.  | Manuela Maleeva         | 8     | Virginia Slims Championships, New York            | Sintetico indoor | SF    | 6–3, 4–6, 6–3        |
| 1988 |                         |       |                                                   |                  |       |                      |
| 18.  | Chris Evert             | 3     | Virginia Slims of Florida, Boca Raton             | Cemento          | SF    | 6–1, 7–5             |
| 19.  | Steffi Graf             | 1     | Virginia Slims of Florida, Boca Raton             | Cemento          | F     | 2–6, 6–3, 6–1        |
| 20.  | Steffi Graf             | 1     | Bausch & Lomb Championships, Ponte Vedra Beach    | Terra rossa      | SF    | 6–3, 4–6, 7–5        |
| 21.  | Lori McNeil             | 9     | Canada Open, Montreal                             | Cemento          | QF    | 6–3, 6–3             |
| 22.  | Chris Evert             | 3     | Canada Open, Montreal                             | Cemento          | F     | 6–4, 6–3             |
| 23.  | Natasha Zvereva         | 8     | Canada Open, Montreal                             | Cemento          | SF    | 6–1, 6–2             |
| 24.  | Natasha Zvereva         | 7     | Olimpiadi di Seul, Seul                           | Cemento          | QF    | 6–4, 6–3             |
| 25.  | Manuela Maleeva         | 8     | Olimpiadi di Seul, Seul                           | Cemento          | SF    | 6–1, 6–1             |
| 26.  | Natasha Zvereva         | 6     | Virginia Slims Championships, New York            | Sintetico indoor | QF    | 6–1, 6–1             |
| 27.  | Helena Sukova           | 8     | Virginia Slims Championships, New York            | Sintetico indoor | SF    | 6–4, 6–2             |
| 28.  | Pam Shriver             | 5     | Virginia Slims Championships, New York            | Sintetico indoor | F     | 7–5, 6–3, 6–2        |
| 1989 |                         |       |                                                   |                  |       |                      |
| 29.  | Zina Garrison           | 9     | Australian Open, Melbourne                        | Cemento          | QF    | 6–4, 2–6, 6–4        |
| 30.  | Helena Sukova           | 5     | Lipton International Players Championships, Miami | Cemento          | SF    | 6(2)–7, 6–3, 6–4     |
| 31.  | Chris Evert             | 4     | Lipton International Players Championships, Miami | Cemento          | F     | 6–1, 4–6, 6–2        |
| 32.  | Martina Navratilova     | 2     | Bausch & Lomb Championships, Ponte Vedra Beach    | Terra rossa      | SF    | 6–3, 6–2             |
| 33.  | Steffi Graf             | 1     | Bausch & Lomb Championships, Ponte Vedra Beach    | Terra rossa      | F     | 3–6, 6–3, 7–5        |
| 34.  | Pam Shriver             | 9     | Virginia Slims of Florida, Boca Raton             | Cemento          | SF    | 6–4, 6–2             |
| 35.  | Arantxa Sánchez Vicario | 5     | US Open, New York                                 | Cemento          | QF    | 3–5, 6–4, 6–1        |
| 36.  | Zina Garrison           | 5     | Virginia Slims Championships, New York            | Sintetico indoor | QF    | 6–3, 5–7, 6–3        |
| 1990 |                         |       |                                                   |                  |       |                      |
| 37.  | Mary Joe Fernández      | 8     | Virginia Slims of Florida, Boca Raton             | Cemento          | SF    | 4–4 rit.             |
| 38.  | Mary Joe Fernandez      | 8     | US Open, New York                                 | Cemento          | SF    | 7–5, 5–7, 6–3        |
| 39.  | Steffi Graf             | 1     | US Open, New York                                 | Cemento          | F     | 6–2, 7–6(4)          |
| 40.  | Mary Joe Fernandez      | 5     | Virginia Slims of New England, New England        | Sintetico indoor | SF    | 6–2, 6–2             |
| 41.  | Steffi Graf             | 1     | Virginia Slims Championships, New York            | Sintetico indoor | SF    | 6–4, 6–4             |
| 1991 |                         |       |                                                   |                  |       |                      |
| 42.  | Steffi Graf             | 1     | Toray Pan Pacific Open, Tokyo                     | Sintetico indoor | QF    | 4–6, 6–4, 7–6(6)     |
| 43.  | Mary Joe Fernandez      | 5     | Toray Pan Pacific Open, Tokyo                     | Sintetico indoor | SF    | 6–3, 6–4             |
| 44.  | Martina Navratilova     | 3     | Toray Pan Pacific Open, Tokyo                     | Sintetico indoor | F     | 2–6, 6–2, 6–4        |
| 45.  | Steffi Graf             | 1     | Virginia Slims of Florida, Boca Raton             | Cemento          | F     | 6–4, 7–6(6)          |
| 46.  | Zina Garrison           | 9     | Lipton International Players Championships, Miami | Cemento          | QF    | 6–3, 6–2             |
| 47.  | Steffi Graf             | 2     | Lipton International Players Championships, Miami | Cemento          | SF    | 0–6, 7–6(6), 6–1     |
| 48.  | Arantxa Sanchez Vicario | 7     | Family Circle Cup, Charleston                     | Terra rossa      | SF    | 4–6, 6–4, 6–3        |
| 49.  | Arantxa Sanchez Vicario | 5     | Bausch & Lomb Championships, Ponte Vedra Beach    | Terra rossa      | SF    | 6–2, 2–6, 6–4        |
| 50.  | Steffi Graf             | 2     | Bausch & Lomb Championships, Ponte Vedra Beach    | Terra rossa      | F     | 7–5, 7–6(3)          |
| 51.  | Conchita Martínez       | 8     | Internazionali d'Italia, Roma                     | Terra rossa      | SF    | 6–0, 6–1             |
| 52.  | Monica Seles            | 1     | Internazionali d'Italia, Roma                     | Terra rossa      | F     | 6–3, 6–2             |
| 53.  | Jana Novotná            | 7     | Open di Francia, Parigi                           | Terra rossa      | QF    | 5–7, 7–6(10), 6–0    |
| 54.  | Jana Novotna            | 9     | US Open, New York                                 | Cemento          | 4T    | 6–4, 7–6(4)          |
| 55.  | Conchita Martinez       | 9     | Advanta Championships Philadelphia, Philadelphia  | Sintetico indoor | QF    | 6–3, 6–0             |
| 56.  | Jennifer Capriati       | 6     | Virginia Slims Championships, New York            | Sintetico indoor | QF    | 6–1, 6–4             |
| 1992 |                         |       |                                                   |                  |       |                      |
| 57.  | Mary Joe Fernandez      | 8     | New South Wales Open, Sydney                      | Cemento          | SF    | 6–2, 6–3             |
| 58.  | Arantxa Sanchez Vicario | 5     | New South Wales Open, Sydney                      | Cemento          | F     | 6–1, 6–1             |
| 59.  | Jennifer Capriati       | 6     | Australian Open, Melbourne                        | Cemento          | QF    | 6–4, 7–6(1)          |
| 60.  | Martina Navratilova     | 4     | Toray Pan Pacific Open, Tokyo                     | Cemento          | F     | 6–2, 4–6, 6–2        |
| 61.  | Steffi Graf             | 2     | Lipton International Players Championships, Miami | Cemento          | SF    | 3–6, 7–6(5), 6–1     |
| 62.  | Conchita Martinez       | 8     | Family Circle Cup, Charleston                     | Terra rossa      | F     | 6–1, 6–4             |
| 63.  | Jana Novotna            | 10    | Bausch & Lomb Championships, Ponte Vedra Beach    | Terra rossa      | QF    | 6–2, 6–1             |
| 64.  | Conchita Martinez       | 8     | Bausch & Lomb Championships, Ponte Vedra Beach    | Terra rossa      | SF    | 6–3, 6–3             |
| 65.  | Steffi Graf             | 2     | Bausch & Lomb Championships, Ponte Vedra Beach    | Terra rossa      | F     | 6–2, 1–6, 6–3        |
| 66.  | Mary Joe Fernandez      | 7     | Internazionali d'Italia, Roma                     | Terra rossa      | SF    | 6–2, 6–3             |
| 67.  | Monica Seles            | 1     | Internazionali d'Italia, Roma                     | Terra rossa      | F     | 7–5, 6–4             |
| 68.  | Conchita Martinez       | 8     | Open di Francia, Parigi                           | Terra rossa      | QF    | 3–6, 6–3, 6–2        |
| 69.  | Jennifer Capriati       | 6     | Torneo di Wimbledon, Londra                       | Erba             | QF    | 6–1, 3–6, 6–3        |
| 70.  | Mary Joe Fernandez      | 7     | Porsche Tennis Grand Prix, Filderstadt            | Terra rossa      | SF    | 7–5, 6–2             |
| 71.  | Jennifer Capriati       | 7     | Virginia Slims Championships, New York            | Sintetico indoor | QF    | 6–1, 3–6, 6–3        |
| 1993 |                         |       |                                                   |                  |       |                      |
| 72.  | Jana Novotna            | 9     | Lipton International Players Championships, Miami | Cemento          | QF    | 6–2, 6–3             |
| 73.  | Arantxa Sanchez Vicario | 3     | Internazionali d'Italia, Roma                     | Terra rossa      | SF    | 6–1, 6–3             |
| 74.  | Conchita Martinez       | 6     | WTA German Open, Berlino                          | Terra rossa      | SF    | 6–3, 4–6, 7–5        |
| 75.  | Anke Huber              | 10    | Torneo di Wimbledon, Londra                       | Erba             | 4T    | 7–6(3), 6–0          |
| 1994 |                         |       |                                                   |                  |       |                      |
| 76.  | Jana Novotna            | 7     | Australian Open, Melbourne                        | Cemento          | QF    | 6–3, 6–4             |
| 77.  | Martina Navratilova     | 6     | Virginia Slims Championships, New York            | Sintetico indoor | RR    | 6–4, 6–2             |
| 78.  | Kimiko Date             | 8     | Virginia Slims Championships, New York            | Sintetico indoor | SF    | 4–6, 6–0, 6–3        |
| 79.  | Lindsay Davenport       | 7     | Virginia Slims Championships, New York            | Sintetico indoor | F     | 6–3, 6–2, 6–4        |
| 1995 |                         |       |                                                   |                  |       |                      |
| 80.  | Lindsay Davenport       | 7     | New South Wales Open, Sydney                      | Cemento          | F     | 6–3, 6–4             |
| 81.  | Lindsay Davenport       | 9     | Toyota Princess Cup, Tokyo                        | Cemento          | QF    | 6–2, 6–2             |
| 82.  | Anke Huber              | 10    | Porsche Tennis Grand Prix, Filderstadt            | Terra rossa      | SF    | 6–4, 6–1             |
| 83.  | Lindsay Davenport       | 10    | Virginia Slims Championships, New York            | Sintetico indoor | RR    | 6–4, 6–3             |